# Ланем (Меріленд)
Ланем (англ. Lanham) — переписна місцевість (CDP) в США, в окрузі Графство принца Георга штату Меріленд. Населення — 11 282 особи (2020).

## Географія
Ланем розташований за координатами 38°57′44″ пн. ш. 76°50′21″ зх. д. / 38.96222° пн. ш. 76.83917° зх. д. (38.962150, -76.839204).  За даними Бюро перепису населення США в 2010 році переписна місцевість мала площу 9,19 км², з яких 9,14 км² — суходіл та 0,05 км² — водойми.

## Демографія
Згідно з переписом 2010 року, у переписній місцевості мешкало 10 157 осіб у 2992 домогосподарствах у складі 2371 родини. Густота населення становила 1106 осіб/км².  Було 3207 помешкань (349/км²).
Расовий склад населення:
| - 65,6 % — чорних або афроамериканців - 14,0 % — білих - 3,1 % — азіатів - 0,4 % — корінних американців - 0,1 % — вихідців з тихоокеанських островів - 14,4 % — осіб інших рас |

До двох чи більше рас належало 2,4 %. Частка іспаномовних становила 22,3 % від усіх жителів.
За віковим діапазоном населення розподілялося таким чином: 26,0 % — особи молодші 18 років, 63,4 % — особи у віці 18—64 років, 10,6 % — особи у віці 65 років та старші. Медіана віку мешканця становила 35,7 року. На 100 осіб жіночої статі у переписній місцевості припадало 95,8 чоловіків;  на 100 жінок у віці від 18 років та старших — 92,6 чоловіків також старших 18 років.
Середній дохід на одне домашнє господарство  становив 88 985 доларів США (медіана — 71 938), а середній дохід на одну сім'ю — 92 837 доларів (медіана — 80 728). Медіана доходів становила 40 689 доларів для чоловіків та 47 045 доларів для жінок. За межею бідності перебувало 8,6 % осіб, у тому числі 12,4 % дітей у віці до 18 років та 5,8 % осіб у віці 65 років та старших.
Цивільне працевлаштоване населення становило 5198 осіб. Основні галузі зайнятості: освіта, охорона здоров'я та соціальна допомога — 23,9 %, будівництво — 13,3 %, роздрібна торгівля — 12,1 %, мистецтво, розваги та відпочинок — 11,9 %.